# Singleton (West Sussex)
Singleton – wieś w Anglii, w hrabstwie West Sussex, w dystrykcie Chichester. Leży 9 km na północ od miasta Chichester i 80 km na południowy zachód od Londynu. W 2001 miejscowość liczyła 476 mieszkańców.